# Jean-Baptiste Janssens
Jean-Baptiste Janssens (Mechelen, 22 dicembre 1889 – Roma, 5 ottobre 1964) è stato un gesuita belga, preposito generale dell'ordine dal 1946 alla morte.

## Biografia
Brillante studente di filosofia e filologia classica presso l'università di Bruxelles, il 23 settembre del 1907 entrò nel noviziato gesuita di Drongen, presso Gand, e nel settembre del 1909 emise i tre voti semplici e perpetui.
Proseguì gli studi filosofici a Lovanio, dove conseguì anche un dottorato in giurisprudenza: tra il 1921 ed il 1923 studiò presso la Pontificia Università Gregoriana di Roma, dove si laureò in diritto canonico.
Dal 1923 fu docente di diritto canonico presso il Collegium Maximum di Lovanio, di cui fu anche eletto rettore il 17 agosto 1925; il 15 agosto del 1935 venne nominato maestro del terzo anno di probazione e nel 1938 venne eletto padre provinciale per il Belgio settentrionale.
Nel 1939 visitò le missioni gesuite dello Zaire, all'epoca colonia belga: nel 1945 nascose presso la sua residenza di Bruxelles un gruppo di ragazzi ebrei, il che gli valse poi il titolo di Giusto tra le Nazioni.
Nel 1942 morì il polacco Włodzimierz Ledóchowski, 26° Preposito Generale dell'ordine: l'infuriare della guerra impedì la convocazione della congregazione generale che avrebbe dovuto sceglierne il successore, così la Compagnia di Gesù venne retta per tre anni dal vicario Norbert de Boynes. La XXIX Congregazione Generale poté riunirsi solo dopo la fine del conflitto mondiale, tra il 6 settembre ed il 23 ottobre 1946, ed elesse 27° Preposito Generale padre Jean-Baptiste Janssens.